# Восау (Вісконсин)
Восау (англ. Wausau) — місто (англ. city) в США, в окрузі Марафон штату Вісконсин. Населення — 39 994 особи (2020).

## Географія
Восау розташований за координатами 44°57′43″ пн. ш. 89°38′37″ зх. д. / 44.96194° пн. ш. 89.64361° зх. д. (44.961866, -89.643486).  За даними Бюро перепису населення США в 2010 році місто мало площу 51,91 км², з яких 48,63 км² — суходіл та 3,27 км² — водойми.

### Клімат
| Клімат : Восау               | Клімат : Восау | Клімат : Восау | Клімат : Восау | Клімат : Восау | Клімат : Восау | Клімат : Восау | Клімат : Восау | Клімат : Восау | Клімат : Восау | Клімат : Восау | Клімат : Восау | Клімат : Восау | Клімат : Восау |
| Показник                     | Січ.           | Лют.           | Бер.           | Квіт.          | Трав.          | Черв.          | Лип.           | Серп.          | Вер.           | Жовт.          | Лист.          | Груд.          | Рік            |
| Абсолютний максимум, °C      | 11,1           | 12,8           | 26,1           | 32,8           | 34,4           | 36,1           | 38,9           | 37,2           | 35,0           | 32,8           | 22,8           | 16,1           | 38,9           |
| Середній максимум, °C        | −5             | −2,2           | 4,4            | 12,8           | 19,4           | 24,4           | 26,7           | 25,6           | 20,6           | 12,8           | 4,4            | −2,8           | 11,8           |
| Середній мінімум, °C         | −14,4          | −12,2          | −6,1           | 0,6            | 6,7            | 12,2           | 15,0           | 13,9           | 8,9            | 2,8            | −3,9           | −11,7          | 1,0            |
| Абсолютний мінімум, °C       | −40            | −38,3          | −36,1          | −15,6          | −5,6           | 0,6            | 3,3            | 1,7            | −5             | −9,4           | −26,1          | −32,2          | −40            |
| Норма опадів, мм             | 25             | 25             | 46             | 69             | 89             | 109            | 97             | 107            | 99             | 74             | 51             | 36             | 827            |
| ---------------------------- | -------------- | -------------- | -------------- | -------------- | -------------- | -------------- | -------------- | -------------- | -------------- | -------------- | -------------- | -------------- | -------------- |
| Джерело: The Weather Channel |                |                |                |                |                |                |                |                |                |                |                |                |                |

## Демографія
Згідно з переписом 2010 року, у місті мешкало 39 106 осіб у 16 487 домогосподарствах у складі 9415 родин. Густота населення становила 753 особи/км².  Було 18154 помешкання (350/км²).
Расовий склад населення:
| - 83,7 % — білих - 11,1 % — азіатів - 1,4 % — чорних або афроамериканців - 0,8 % — корінних американців |

До двох чи більше рас належало 2,3 %. Частка іспаномовних становила 2,9 % від усіх жителів.
За віковим діапазоном населення розподілялося таким чином: 23,5 % — особи молодші 18 років, 60,8 % — особи у віці 18—64 років, 15,7 % — особи у віці 65 років та старші. Медіана віку мешканця становила 36,8 року. На 100 осіб жіночої статі у місті припадало 96,6 чоловіків;  на 100 жінок у віці від 18 років та старших — 93,0 чоловіків також старших 18 років.
Середній дохід на одне домашнє господарство  становив 58 979 доларів США (медіана — 41 575), а середній дохід на одну сім'ю — 75 463 долари (медіана — 55 672). Медіана доходів становила 41 340 доларів для чоловіків та 34 055 доларів для жінок. За межею бідності перебувало 16,6 % осіб, у тому числі 22,6 % дітей у віці до 18 років та 11,1 % осіб у віці 65 років та старших.
Цивільне працевлаштоване населення становило 18 889 осіб. Основні галузі зайнятості: освіта, охорона здоров'я та соціальна допомога — 25,1 %, виробництво — 17,1 %, роздрібна торгівля — 14,4 %.